# مطابقة تقريبية للسلاسل
المطابقة التقريبية للسلاسل في علوم الكمبيوتر هي تقنية العثور على سلاسل تتطابق مع نمط تطابقًا تقريبًا (وليس تمامًا). عادة ما تنقسم مشكلة المطابقة التقريبية للسلاسلة إلى مشكلتين فرعيتين: العثور على تطابقات سُلَيْسِلَة تقريبية داخل سلسلة معينة والعثور على سلاسل القاموس التي تتطابق مع النمط تقريبًا.